# Solomon Asch
Solomon Eliot Asch (Varsóvia, 14 de setembro de 1907 – Haverford, 20 de fevereiro de 1996) foi um psicólogo gestaltista polaco-estadunidense e pioneiro em psicologia social. Ele criou trabalhos seminais em formação de impressões, sugestões de prestígio, conformidade e muitos outros tópicos em psicologia social. Seu trabalho segue um tema comum da psicologia da Gestalt, segundo o qual o todo não é apenas maior que a soma de suas partes, mas a natureza do todo altera fundamentalmente as partes. Asch afirmou: "A maioria dos atos sociais deve ser entendida em seu contexto e perder o significado se isolada. Nenhum erro em pensar sobre fatos sociais é mais sério do que a falha em ver seu lugar e função" (Asch, 1952, p. 61). Ele é mais conhecido por seus experimentos de conformidade, nos quais demonstrou a influência da pressão do grupo nas opiniões. Uma pesquisa da Review of General Psychology, publicada em 2002, classificou Asch como o 41.º psicólogo mais influente do século XX.

## Início de vida
Asch nasceu em Varsóvia, Polônia, em 14 de setembro de 1907, em uma família judaica-polonesa. Ele cresceu na pequena cidade de Łowicz, no centro da Polônia. Em 1920, Asch emigrou aos 13 anos de idade com sua família para os Estados Unidos. Eles moraram no Lower East Side de Nova York, uma área densa de muitos imigrantes judeus, italianos e irlandeses. Seus amigos o chamavam de Shlaym.

## Educação
Asch era tímido quando se mudou para os Estados Unidos e não falava inglês fluentemente devido a ter sido criado na Polônia. Ele foi para a escola pública do bairro, P.S. 147, para frequentar a 6ª série. Como resultado da barreira do idioma, Asch teve dificuldade em entender as aulas. Ele aprendeu inglês lendo Charles Dickens. Asch mais tarde frequentou a Townsend Harris High School, uma escola muito seletiva anexada ao City College of New York. Após o colegial, ele frequentou o City College of New York, com especialização em literatura e ciência. Ele se interessou por psicologia no final de sua carreira de graduação, depois de ler o trabalho de William James e de alguns filósofos. Em 1928, quando tinha 21 anos, recebeu seu Bacharelado em Ciências.
Asch prosseguiu sua graduação na Universidade Columbia. Ele inicialmente estava interessado em antropologia, não em psicologia social. Com a ajuda de Gardner Murphy, Lois Murphy, Franz Boas e Ruth Benedict, ele ganhou uma bolsa de verão e investigou como as crianças se tornam membros de sua cultura. Sua tese de mestrado foi uma análise estatística dos resultados de 200 crianças sob a supervisão de Woodworth. Asch recebeu seu mestrado em 1930. Sua tese de doutorado examinou se todas as curvas de aprendizagem têm a mesma forma; H. E. Garrett atribuiu o tópico a ele. Ele obteve seu doutorado em 1932.
Asch foi exposto à psicologia da Gestalt por Gardner Murphy, então um jovem membro do corpo docente da Columbia. Ele ficou muito mais interessado na psicologia da Gestalt depois de conhecer e trabalhar em estreita colaboração com seu consultor na Columbia, Max Wertheimer, um dos fundadores da psicologia da Gestalt. Asch mais tarde tornou-se amigo íntimo de Wertheimer.

## Vida familiar
Asch conheceu Florence Miller em uma biblioteca na East Broadway, no Lower East Side, em Nova Iorque. Ele casou-se com ela em 1930. O relacionamento deles foi relatado como "fácil, bem-humorado" (Rock, p. 5). Asch permaneceu casado com Florence a vida inteira. Eles tiveram seu primeiro e único filho, Peter, em 1937. Peter Asch tornou-se professor de Economia na Universidade Rutgers, casou-se com Ruth Zindler e teve dois filhos, Eric e David. Peter morreu de insuficiência cardíaca aos 52 anos (falecendo antes dos pais e da esposa).

## Carreira
Asch começou sua carreira de professor no Brooklyn College. Em 1947, ele se mudou para o Swarthmore College, onde permaneceu por 19 anos (1947–1966). Swarthmore era o principal centro de estudiosos da psicologia da Gestalt naquela época nos Estados Unidos. Wolfgang Köhler, um imigrante alemão, W. C. H. Prentice e Hans Wallach também eram membros da faculdade naquela época. Em 1966, Asch foi para a Universidade Rutgers e fundou o Instituto de Estudos Cognitivos da universidade (1966–1972). Em 1972, Asch mudou-se para a Universidade da Pensilvânia. Ele ensinou lá como professor de psicologia até se aposentar em 1979 e foi emérito até 1996. Asch também tinha postos de visita em Harvard e no IMT.

### Formação de impressões
Asch estava interessado em como os humanos formam impressões de outros seres humanos. Ele ficou intrigado com a forma como somos capazes de formar facilmente impressões humanas, apesar de termos estruturas tão complexas. Ele estava interessado especificamente em como as impressões de outras pessoas eram estabelecidas e se havia algum princípio que as regulasse. Asch concluiu que "conhecer uma pessoa é entender uma estrutura específica". Ele demonstrou através de suas experiências que formar uma impressão tem os seguintes elementos:
1. é um processo organizado,
2. as características são percebidas diferentemente em relação a outras características,
3. qualidades centrais são descobertas, causando uma distinção entre elas e qualidades periféricas,
4. são observadas relações de harmonia e contradição.

Asch conduziu muitos experimentos em que pediu aos participantes para formar uma impressão de uma pessoa hipotética com base em várias características que pertencem a eles.

#### Características centrais na formação de impressões
Em um experimento, dois grupos, A e B, foram expostos a uma lista exatamente das mesmas características, exceto um, frio versus quente. A lista de características dadas a cada grupo está listada abaixo:
Grupo A: inteligente-hábil-industrioso-quente-determinado-prático-cauteloso
Grupo B: inteligente-hábil-industrioso-frio-determinado-prático-cauteloso
Um grupo de pessoas foi informado de que a pessoa estava quente e outro grupo de pessoas foi informado que a pessoa está com "frio". Os participantes foram convidados a escrever uma breve descrição da impressão que formaram depois de ouvir essas características. Os pesquisadores também produziram uma lista de verificação composta por pares de características opostas, como generoso / não generoso, perspicaz / sábio, etc. Essas palavras estavam relacionadas à primeira lista de características que eles ouviram. Os participantes foram solicitados a indicar quais dessas características correspondiam à pessoa hipotética que acabava de ser descrita para elas.
Asch descobriu que impressões muito diferentes foram encontradas com base nessa característica na lista. Em geral, as impressões "A" foram muito mais positivas do que as impressões "B". Com base nos resultados das descrições escritas da pessoa hipotética, o significado das outras características da lista pareceu mudar, relacionado ao fato de a pessoa hipotética ser descrita como uma pessoa "quente" ou "fria".
Nem todas as qualidades foram alteradas por essa palavra. Palavras como "honesto", "forte", "sério" e "confiável" não foram afetadas. As palavras "quente" e "frio" mostraram-se mais importantes na formação das impressões dos participantes do que em outras características. Eles foram considerados básicos para entender a pessoa, enquanto outras características seriam consideradas secundárias. Assim, se outra característica desta lista fosse alterada entre dois assuntos, como manipular as palavras "educado" e "contundente", em vez das palavras "quente" e "frio", isso não afetaria tanto a impressão da pessoa assim como "quente" e "frio". Asch denominou características "quentes" e "frias" "centrais" e características periféricas "educadas" e "contundentes".

#### Efeitos do pedido na formação de impressões
Em outro experimento, Asch descobriu que a ordem em que ele apresentava as características de uma pessoa hipotética influenciou drasticamente a impressão formada pelos participantes formados. Por exemplo, os participantes foram lidos em uma das seguintes listas abaixo:
A. inteligente-industrioso-impulsivo-crítico-teimoso-invejoso,
B. invejoso-teimoso-crítico-impulsivo-industrioso-inteligente.
A Série A começa com qualidades desejáveis e termina com qualidades indesejáveis, enquanto o inverso é verdadeiro para a Série B. Como resultado dessa pequena diferença, as pessoas percebem a pessoa A como alguém que é uma "pessoa capaz que possui certas deficiências que, no entanto, ofusca seus méritos ". Mas, as pessoas percebem a pessoa B como um "problema cujas habilidades são dificultadas por suas sérias dificuldades". O significado das outras palavras nesta lista também muda na maioria dos assuntos entre a lista A e a lista B. Palavras como "impulsivo" e "crítico" assumem um significado positivo com A, mas um significado negativo com B.

#### Semelhança e diferença de impressões
Em outro experimento central, Asch apresentou aos participantes quatro grupos de características. Cada participante foi exposto ao grupo de palavras listado abaixo:
Conjunto 1: Rápido, Hábil, Útil.
Conjunto 2: Rápido, Desajeitado, Útil.
Conjunto 3: Lento, Hábil, Útil.
Conjunto 4: Lento, Desajeitado, Útil.
Observe que apenas uma característica, "útil", é a mesma em todos os quatro conjuntos. Os participantes foram questionados 1) qual dos outros três conjuntos mais se assemelham ao conjunto I e 2) qual dos outros conjuntos mais se assemelha ao conjunto 2. Em 87% dos casos, o conjunto 1 foi visto mais semelhante ao conjunto 3. Em apenas 13% dos casos, as pessoas relataram que o conjunto 1 era semelhante ao conjunto 2. Além disso, o conjunto 2 era semelhante ao conjunto 4 em 85% dos casos e apenas 9% dos casos era semelhante ao conjunto I, o mais próximo.
No entanto, existem mais "elementos idênticos" nos Conjuntos 1 e 2 e nos Conjuntos 3 e 4. Observe que duas das três palavras são iguais nos Conjuntos 1 e 2 e nos Conjuntos 3 e 4. A semelhança entre conjuntos não pode ser com base no número de elementos compartilhados no conjunto. Os participantes também relataram que a palavra "rápido" do conjunto 1 era mais semelhante ao "lento" do conjunto 3. Da mesma forma, "rápido" do conjunto 2 foi percebido como sendo mais semelhante ao significado "lento" do conjunto 4.
Asch chegou às seguintes conclusões com base neste experimento:
1. O significado de uma característica muda com base em uma mudança no "ambiente" em que está. Assim, os significados das palavras "rápido" e "lento" mudam com base em outras palavras com as quais é apresentada ou associada na vida real. O significado da palavra "rápido" no conjunto 1 está associado mais a "um de segurança, suavidade de movimento", enquanto no conjunto 2 a palavra está associada a "rapidez forçada, em um esforço para ser útil". Na vida cotidiana, percebemos que uma pessoa rápida e hábil é muito diferente de uma pessoa rápida e desajeitada. No entanto, percebemos alguém que é "rápido e habilidoso" e "lento e habilidoso" como sendo semelhante e com a mesma qualidade de ser um especialista.[9]
2. A mudança no significado da característica é determinada por sua relação com outras características. "[Conjunto] 1 é rápido porque ele é habilidoso; [Conjunto] 2 é desajeitado porque é rápido"

"No [Conjunto] 3, lentidão indica cuidado, orgulho no trabalho bem-feito. Lentidão no [Conjunto] 4 indica lentidão, má coordenação motora, algum retardo físico" Percebemos nossa impressão geral ao integrar as relações das diferentes qualidades de uma pessoa. Portanto, formamos impressões muito diferentes quando uma dessas qualidades difere.
1. "Consequências dinâmicas são compreendidas na interação de qualidades", (Asch, p. 280). Os participantes consideraram "rápido" e "hábil" e "lento" e "hábil" como características que cooperam entre si, mas pensam em "rápido" e "desajeitado" como características que se cancelam.[9]

### Sugestão de prestígio
Como resultado da Segunda Guerra Mundial, na década de 1940, Asch e outros psicólogos sociais estavam interessados em propaganda. Eles se perguntavam: como você faz as pessoas acreditarem no que você quer que elas acreditem? Como você faz as pessoas acreditarem que deveriam se sacrificar pelo esforço de guerra?
Na vida cotidiana, os psicólogos notaram que as pessoas são persuadidas pelas mensagens de maneira diferente, com base na identidade do autor. Parecia que quanto mais prestígio o autor / orador tiver, maior a probabilidade de a pessoa acreditar neles. Muitos psicólogos sociais anteriores a Asch haviam estudado esse fenômeno. No entanto, Asch discordou de muitos deles e criticou suas interpretações. Sua principal conclusão foi que uma mudança na avaliação requer uma mudança no conteúdo e no significado da resposta como resultado da mudança no contexto. Portanto, o significado da mensagem é interpretado de maneira diferente, dependendo de quem é o autor da mensagem. Ele sugere que os participantes não estejam aceitando cegamente uma mensagem com base no autor, mas sim fazendo sentido da citação com base no autor.
Asch questionou a teoria atual para o processo psicológico subjacente a respeito do efeito das forças do grupo na formação e mudança de opiniões e atitudes. Asch critica a abordagem experimental de muitos psicólogos diferentes, incluindo Zillig, Moore, Marple, Sherif, Thorndike e Lorge, em suas investigações sobre mudanças na avaliação. A investigação de Lorge e Sherif sobre os efeitos do "prestígio" na avaliação de declarações foi investigada em detalhes em um dos artigos de Asch.
O mesmo procedimento básico foi usado por todos os psicólogos mencionados acima. Um participante faz um julgamento sobre algum assunto específico. Posteriormente, eles julgam o mesmo problema novamente, mas com informações de como certos grupos ou pessoas de prestígio avaliaram o mesmo problema. Se o sujeito mudar seu julgamento na mesma direção que as avaliações desses grupos de pessoas ou pessoas de prestígio, isso é considerado um grau de influência que eles exerceram no julgamento do participante.

#### Crítica de Lorge
A principal descoberta de Lorge foi que o "prestígio" pode alterar as avaliações de declarações de sérias questões políticas e econômicas.
Em seu experimento, os sujeitos classificaram um conjunto de 50 citações em uma escala de 5 pontos de "concordância" ou "discordância" com a afirmação. As citações foram seguidas pelos nomes de duas pessoas públicas. Os sujeitos foram informados de que um dos nomes era o autor da fonte verdadeira e foram solicitados a selecionar o autor verdadeiro. Após cerca de um mês, os sujeitos novamente classificaram a mesma citação, mas com o verdadeiro autor listado apenas abaixo da citação. Os sujeitos também classificaram anteriormente seu "respeito pelas opiniões políticas de cada um desses indivíduos". Isso foi usado como uma medida de prestígio. Lorge descobriu que os participantes classificaram a mesma declaração de maneira diferente quando foi encaminhada para um autor diferente. Mais especificamente, a classificação de uma afirmação tendia a aumentar quando era referida a um autor mais "prestigioso".
Uma das principais conclusões de Lorge é que "um objeto de julgamento inalterado passa por uma mudança de avaliação". Portanto, o prestígio do autor é visto como agindo arbitrariamente na declaração, independentemente do conteúdo ou mérito da declaração. Os participantes simplesmente veem a afirmação como tendo maior valor quando o autor tem maior prestígio.
Asch, no entanto, reinterpreta as descobertas de Lorge e sugere que "houve uma mudança no objeto do julgamento, e não no julgamento do objeto" (Asch, 1940). Ele sugere que uma pessoa redefinirá o objeto de julgamento com base no conteúdo das avaliações. Portanto, a pessoa baseará o significado da citação no contexto do que acredita ser verdadeiro sobre a pessoa que a fez, resultando em diferentes significados das declarações baseadas no autor.
Como evidência de suas alegações, Asch conduziu um experimento em que estudantes universitários liam declarações com o nome de um autor abaixo de cada declaração. Eles foram instruídos a descrever o que a declaração significava para eles. Dois grupos de estudantes leem as mesmas declarações, mas com autores diferentes associados a elas. A principal descoberta foi que houve uma "reorganização cognitiva" da afirmação com base no que foi entendido sobre o autor da afirmação. Os participantes sentiram que o significado da citação diferia dependendo de quem escreveu a declaração.
Por exemplo, a seguinte citação foi apresentada a ambos os grupos de sujeitos: "Somente os cegos intencionalmente podem deixar de ver que o capitalismo à moda antiga de um período primitivo de inicialização livre se foi para sempre. O capitalismo do laissez-faire completo, que prosperava com baixos salários e lucros máximos por rotatividade mínima, que rejeitaram as negociações coletivas e lutaram contra a regulamentação pública justificada do processo competitivo, são coisas do passado". Quando os participantes pensaram que Bridges (um conhecido líder sindical) era o autor, eles interpretaram a passagem como uma "expressão das realizações do trabalho diante da oposição do capital e continham uma determinação de defender esses ganhos do ataque". No entanto, quando Johnston (presidente da Câmara de Comércio dos EUA na época) foi o autor, eles interpretaram a passagem como "uma perspectiva de política no interesse dos negócios, especialmente dos negócios 'esclarecidos'". Asch conduziu um estudo muito semelhante e clássico com os participantes lendo declarações atribuídas a Jefferson ou Lenin.
Um dos principais pontos que Asch argumenta é que os participantes não são completamente cegos no experimento e fazem escolhas arbitrárias com base nesse viés. Asch alega que os participantes estavam agindo de maneira razoável em sua mudança de avaliação do julgamento porque o contexto do julgamento e, portanto, o significado do julgamento havia mudado. Lorge, no entanto, sugeriu que, se os participantes estivessem se comportando de maneira lógica, suas avaliações deveriam permanecer as mesmas, apesar da mudança de autor.

#### Crítica de Sherif
Muzafer Sherif conduziu um experimento muito parecido com Lorge, no qual investigou como o prestígio afeta a avaliação de materiais literários. Foi solicitado aos estudantes universitários que classificassem um conjunto de passagens em prosa de acordo com sua qualidade literária. Cada passagem também incluía o nome de um autor conhecido. No entanto, todas as passagens foram realmente escritas pelo mesmo autor. Os participantes classificaram os autores anteriormente em termos de posição literária. Sherif descobriu que passagens que foram identificadas com autores aclamados recebiam classificações mais altas.
Asch sugeriu que os resultados de Sherif poderiam ser amplamente influenciados pelo ambiente de um experimento de laboratório. Como o experimento foi projetado para ter cada uma das passagens com poucas diferenças entre eles, os participantes foram confrontados com um dilema quando solicitados a distinguir entre eles. O experimentador e outros participantes vizinhos podem parecer achar a tarefa óbvia; portanto, o participante atende a quaisquer pistas que possam ajudá-lo a tomar a decisão. Com medo de parecer ridículo, o participante pode agora abordar a tarefa como: "De qual destes eu devo gostar e não gostar?" Com a única informação que varia sendo o autor, o participante pode tirar conclusões sobre as citações com base nessa única informação que varia.

### Experimentos de conformidade
Asch é mais conhecido por seus experimentos de conformidade. Sua principal descoberta foi que a pressão dos colegas pode mudar de opinião e até de percepção. Asch perguntou: 1) Até que ponto as forças sociais alteram a opinião das pessoas? 2) Qual aspecto da influência do grupo é mais importante - o tamanho da maioria ou da unanimidade de opinião?
O experimento de conformidade de Asch foi conduzido usando 123 participantes do sexo masculino que foram informados de que seriam parte de um experimento em julgamento visual. Cada sujeito foi colocado em um grupo com 5 a 7 confederados (pessoas que conheciam os verdadeiros objetivos do experimento, mas foram apresentados como participantes ao ingênuo participante "real"). Ao grupo foi mostrado um cartão com uma linha, seguido por outro cartão com três linhas nos rótulos a, b e c. Os participantes foram convidados a dizer qual linha correspondia ao comprimento da linha no primeiro cartão. Cada questão de linha foi chamada de "julgamento". O participante "real" respondeu por último ou penúltimo. Nos dois primeiros ensaios, o sujeito se sentiria à vontade no experimento, pois ele e os outros "participantes" deram a resposta óbvia e correta. No entanto, após o quarto julgamento, todos os confederados respondem com a resposta claramente errada em certos pontos, de modo que em 12 dos 18 julgamentos todos deram a resposta errada. Os 12 julgamentos em que os confederados responderam incorretamente foram os "julgamentos críticos". O participante poderia, assim, ignorar a maioria e seguir com seus próprios sentidos ou poderia ir junto com a maioria e ignorar o fato claramente óbvio. O objetivo era ver se o participante real mudaria sua resposta e responderia da mesma maneira que os confederados ou seguiria o que seus olhos lhe diziam claramente.
Asch descobriu que cerca de 1/4 de todos os indivíduos resistem com sucesso a essa forma de pressão social, 1/20 sucumbe completamente, enquanto o restante se conforma à opinião manifestamente incorreta da maioria apenas em algumas rodadas experimentais. Asch sugeriu que esse procedimento criou uma dúvida na mente dos participantes sobre a resposta aparentemente óbvia. Os participantes relataram que a linha correta, mas rejeitada, era quase, mas não totalmente, igual à linha padrão. Asch também descobriu que a eficácia da pressão do grupo aumentou significativamente de 1 para 3 pessoas, respondendo por unanimidade incorretamente. No entanto, não houve muito aumento depois disso. Ele também descobriu que quando um confederado respondeu corretamente, o poder da maioria de influenciar o assunto diminuiu substancialmente.
Asch disse a seus colegas que seus estudos de conformidade foram informados por suas experiências de infância na Polônia. Ele lembrou ter sete anos e ficar acordado para sua primeira noite de Páscoa. Ele se lembra de ter visto sua avó derramar um copo extra de vinho. Quando ele perguntou para quem era o copo de vinho, ela disse que era para o profeta Elias. Ele então perguntou se Elias realmente tomaria um gole do copo e seu tio garantiu que sim. O tio dele disse para ele observar de perto quando chegasse a hora. "Cheio de um senso de sugestão e expectativa," Asch "pensou ter visto o nível de vinho no copo cair um pouco". Assim, no início da vida, Asch sucumbiu à pressão social, uma experiência que o levou a investigar a conformidade mais tarde na vida.

### Outros trabalhos

#### Metáforas
Asch examinou metáforas em uma variedade de idiomas diferentes, como o hebraico do Antigo Testamento, o grego homérico, o chinês, o tailandês, o malaio e o hauçá. Ele descobriu que havia um significado semelhante para o termo sensorial, como "frio" em inglês, e o traço de personalidade correspondente. Ele concluiu que as metáforas e, portanto, a linguagem, refletem a tentativa de uma pessoa de entender as verdadeiras propriedades de uma pessoa ou objeto.

#### Associações unitárias e não-unitárias
Asch mostrou que propriedades simples entrariam em associações muito mais fácil quando fazem parte da mesma unidade do que quando pertencem a unidades diferentes.

## Influências notáveis
Asch era conselheiro de Stanley Milgram na Universidade de Princeton, e Milgram concluiu sua dissertação sobre diferenças nacionais sob conformidade com Asch. Asch também influenciou amplamente a teoria de muitos outros psicólogos sociais, como Harold Kelley.

## Morte
Asch morreu aos 88 anos de idade, em 20 de fevereiro de 1996, em sua casa em Haverford, Pensilvânia.

## Legado
Segundo Levine (1999), a pesquisa de Asch levou a quatro ideias críticas que persistem na pesquisa de influência social. Primeiro, Asch acreditava que a interação social reflete a capacidade das pessoas individuais de sintetizar informações sobre as normas do grupo, os pontos de vista dos outros e suas próprias percepções de si mesmas como membros do grupo. Esse ponto de vista se manifestou em pelo menos duas teorias importantes (teoria da identidade social e teoria da auto-categorização) e tem sido uma fonte de inspiração para o trabalho de muitos psicólogos sociais (Hardin & Higgins, 1996; Weick & Roberts, 1993).
Segundo, Asch enfatizou que o pensamento independente e a discordância entre os membros do grupo é uma pedra angular do funcionamento do grupo. Ele acreditava que somente resolvendo nossas diferenças com outros membros do grupo poderíamos realmente entender as deficiências de nossas próprias crenças. Essa noção foi adotada por cientistas sociais como Moscovici, que adotou essa lógica como base para sua teoria da influência minoritária em situações de grupo e também foi incorporada à teoria sociocognitiva do conflito (Levine, 1999).
Asch também acreditava que a relação entre conformidade e não conformidade não era tão simples quanto uma sendo o oposto da outra. Essa foi a terceira ideia influente de Asch, e ele sugeriu que a conformidade e a resistência poderiam ser explicadas por seus próprios processos psicológicos sociais. A conformidade, por exemplo, pode ser uma função de quão consciente uma pessoa está de que está sendo influenciada pelo grupo (distorção da percepção), o grau em que a pessoa acredita que o consenso do grupo está correto (distorção do julgamento) e como mal a pessoa quer ser aceita pelo grupo (distorção da ação). Embora esses termos exatos não tenham sido diretamente transportados para a literatura, pesquisadores como Moscovici e Nemeth adotaram a perspectiva de que a influência da maioria e da minoria é moderada por múltiplos processos (Levine, 1999).
Por fim, Asch sugeriu que a influência do grupo pode mudar a maneira como as pessoas percebem os estímulos (Asch, 1940, por exemplo). Essa é a mais obscura das principais idéias de Asch, em grande parte porque não foi citada com frequência (Levine, 1999), mas é menos importante porque fala do poder da influência do grupo.
Na década de 1980, Asch ficou desapontado e preocupado com a direção que a psicologia social estava tomando. Ele escreveu: "Por que sinto, junto com a expansão atual, um encolhimento da visão, uma expansão da superfície em vez da profundidade, uma falha de imaginação? ... Por que a psicologia social não é mais empolgante, mais humana no mais sentido usual desse termo? Em resumo, essa disciplina talvez esteja no caminho errado? " (Asch, p. X) Asch estava preocupado que os psicólogos sociais não estivessem fazendo as perguntas mais profundas que ajudariam a mudar e melhorar o mundo.

## Trabalhos selecionados
- Asch F. (1989). Letter to Irvin Rock.
- Asch S. E. (1929). A study of scatter on the Stanford revision of the Binet scale. Unpublished MA thesis.
- Asch S. E. (1932a). Personality development of Hopi children. Unpublished paper.
- Asch S. E. (1932b). "An experimental study of variability in learning". Archives of Psychology, 143, 1–55
- Asch S. E. (1940). Studies in the principles of judgements and attitudes: II. Determination of judgements by group and ego standards. Journal of Social Psychology, 12, 433–465.
- Asch S. E. (1946). "Forming impressions of personality". Journal of Abnormal and Social Psychology, 41, 258–290.
- Asch S. E. (1948). "The doctrine of suggestion, prestige, and imitation in social psychology". Psychological Review, 55, 250–276.
- Asch S. E. (1952). "Social psychology". Englewood Cliffs, NJ: Prentice-Hall.
- Asch S. E. (1955). "On the use of metaphor in the description of persons". In H. Werner (Ed.), On expressive language (29–38). Worcester, MA: Clark University Press.
- Asch S. E. (1955). Opinions and Social Pressure.
- Asch S. E. (1956). "Studies of independence and conformity: I. A minority of one against a unanimous majority". Psychological Monographs, 70, 1–70.
- Asch S. E. (1958). "The metaphor: a psychological inquiry". In R. Tagiuri & L. Petrullo (Eds.), Person perception and interpersonal behavior (pp. 86–94), California: Stanford University Press.
- Asch S. E. (1962). "A problem in the theory of associations". Psychologische Beitrage, 6, 553–563.
- Asch S. E. (1964). "The process of free recall". In C. Scheerer (Ed.), Cognition: Theory, research, promise (pp. 79–88). New York: Harper and Row.
- Asch S. E. (1968a). "The doctrinal tyranny of associationism". In T. R. Dixon & D. L. Horton (Eds.), Verbal behavior and general behavior theory (pp. 214–228). Englewood Cliffs, NJ: Prentice-Hall.
- Asch S. E. (1968b). "Wolfgang Köhler". American Journal of Psychology, 81, 110–119.
- Asch S. E. (1969). "A reformulation of the problem of associations". American Psychologist, 24, 92–102.
- Asch S. E., Ceraso J., Heimer W. (1960). "Perceptual conditions of association". Psychological Monographs, 74(3), 1–48.
- Asch S. E., Ebenholtz S. M. (1962a). "The principle of associative symmetry". Proceedings of the American Philosophical Society, 106, 135–163.
- Asch S. E., Ebenholtz S. M. (1962b). "The process of free recall: evidence for non-associative factors in acquisition and retention". Journal of Psychology, 54, 3–31.
- Asch S. E., Hay J., & Mendoza R. (1960). "Perceptual organization in serial rote-learning". American Journal of Psychology, 73, 177-198.
- Asch S. E., Lindner M. (1963). "A note on strength of association". Journal of Psychology, 55, 199–209.
- Asch S. E., Prentice W. C. H. (1958). "Paired association with related and unrelated pairs of nonsense figures". American Journal of Psychology, 71, 247–254.
- Asch S. E., Witkin H. A. (1948a). "Studies in space orientation: I. Perception of the upright with displaced visual fields". Journal of Experimental Psychology, 38, 325–337.
- Asch S. E., Witkin H. A. (1948b). "Studies in space orientation: II. Perception of the upright with displaced visual fields and with body tilted". Journal of Experimental Psychology, 38, 455–477.
- Hardin, C. D., Higgins, E. T. (1996). Shared reality: How social verification makes the subjective objective. In R. M. Sorrentino & E. T. Higgins (Eds.), Handbook of motivation and cognition (Vol. 3, pp. 28–84). New York: Guilford.
- Levine, J. M. (1999). Solomon Asch's Legacy for group research. Personality and Social Psychology, 3(4), 358–364.
- Weick, K. E., Roberts, K. H. (1993). Collective mind in organizations: Heedful interrelating on flight decks. Administrative Science Quarterly, 38, 357–381.